# Generaldirektion Kulturelles Erbe Rheinland-Pfalz
Die Generaldirektion Kulturelles Erbe Rheinland-Pfalz (GDKE) ist eine Obere Landesbehörde des Landes Rheinland-Pfalz, die dem Ministerium des Innern und für Sport des Landes Rheinland-Pfalz untersteht. Sitz der am 1. Januar 2007 gegründeten Denkmalfachbehörde ist der Erthaler Hof in Mainz. Generaldirektorin ist seit dem 1. Januar 2021 Heike Otto. Mit ihr wurden stufenweise das „Landesamt für Denkmalpflege Rheinland-Pfalz“ sowie die Landesmuseen in Mainz, Trier und Koblenz zusammengeführt.

## Aufgaben
Die Aufgaben der Generaldirektion Kulturelles Erbe Rheinland-Pfalz umfassen die Wahrnehmung der fachlichen Angelegenheiten des Denkmalschutzes und der Denkmalpflege. Dazu gehört, Kulturdenkmäler systematisch aufzunehmen, auszuwerten, die Denkmalliste zu führen, die Denkmalschutzbehörden und die Eigentümer von Kulturdenkmälern zu beraten, sowie das Verständnis der Öffentlichkeit für Denkmalschutz und Denkmalpflege zu fördern. Grundlage ist das Denkmalschutzgesetz des Landes Rheinland-Pfalz.
Gelder der Generaldirektion werden für die Renovierung kirchlicher Gebäude verwendet.

## Organisation
Die Generaldirektion Kulturelles Erbe Rheinland-Pfalz gehört seit dem Neuzuschnitt der Ministerien im Mai 2021 zum Zuständigkeitsbereich des Ministeriums des Innern und für Sport. Sie ist in die folgenden sechs Direktionen unterteilt:

### Landesdenkmalpflege
Die Direktion Landesdenkmalpflege, die ihren Sitz ebenfalls im Erthaler Hof in Mainz hat, ist zuständig für die wissenschaftliche Erfassung, Erforschung und Dokumentation der Kulturdenkmäler bis zur konkreten Beratung bei wichtigen Instandsetzungsmaßnahmen. Zu den Kernaufgaben gehören das Auffinden der Kulturdenkmäler und das Führen der Denkmalliste. Seit dem 15. November 2023 ist Markus Fritz-von Preuschen Landeskonservator.
Direktoren bzw. Landeskonservatoren:
- 1946–1980: Werner Bornheim gen. Schilling
- 1980–1982: Hartmut Hofrichter
- 1983–1991: Magnus Backes
- 1991–2006: Wolfgang Brönner
- 2008–2015: Joachim Glatz
- 2015–2023: Roswitha Kaiser[5]
- Seit 2023: Markus Fritz von Preuschen[4]

### Landesarchäologie
Die Direktion Landesarchäologie kümmert sich um die Erforschung, Sicherung und Erhaltung der archäologischen Denkmäler und Quellen in Rheinland-Pfalz. Sie besitzt Außenstellen in Koblenz, Mainz, Speyer und Trier. Damit ist eine flächendeckende Erforschung des Landes sichergestellt. Zur Direktion Landesarchäologie gehört außerdem das Referat Erdgeschichte in Mainz. Ständiger Vertreter des Landesarchäologen ist Ulrich Himmelmann.

### Burgen, Schlösser, Altertümer
Die Direktion Burgen, Schlösser, Altertümer mit Sitz auf der Festung Ehrenbreitstein in Koblenz hat die Aufgabe, das ihr anvertraute kulturelle Erbe, Bauwerke und Sammlungen zu sichern, zu unterhalten, zu pflegen und für künftige Generationen zu bewahren. Gleichzeitig werden die Denkmäler kulturell und touristisch erschlossen, um sie für jedermann verständlich und lebendig präsentieren zu können. Die Direktion wurde 1998 innerhalb des Landesamtes für Denkmalpflege als Nachfolgerin der Verwaltung der staatlichen Schlösser Rheinland-Pfalz gebildet und verwaltet etwa 80 Objekte. Direktorin ist Angela Kaiser-Lahme.

### Landesmuseum Koblenz
Das Landesmuseum Koblenz befindet sich auf der Festung Ehrenbreitstein in Koblenz und ist nach Mainz und Trier das jüngste Landesmuseum in Rheinland-Pfalz. Neben den ständigen Abteilungen (August Horch, Bimsindustrie, Weinbau, Zinngießerei, Sektherstellung, Schnapsbrennerei und Archäologie) zeigt das Landesmuseum Koblenz als einziges technisches Landesmuseum jährlich mehrere Sonderausstellungen. Zum Museum gehört die Landessammlung zur Geschichte der Fotografie. Die Festung Ehrenbreitstein ist nicht nur Sitz des Landesmuseums Koblenz, sondern auch dessen größtes Exponat. Die Abteilung Geschichte der Festung beschäftigt sich mit der Historie der Festung Koblenz-Ehrenbreitstein und behandelt auch allgemeine Fragen des Festungswesens und der Militärtechnik.

### Landesmuseum Mainz
Das Landesmuseum Mainz ist eines der ältesten Museen in Deutschland. Eine seiner Vorgängerinstitutionen, die Städtische Gemäldesammlung, wurde 1803 von Jean-Antoine Chaptal auf Veranlassung Napoléon Bonapartes durch eine Schenkung von 36 Gemälden gegründet. Das Museum im ehemaligen kurfürstlichen Marstall gehört zusammen mit dem Römisch-Germanischen Zentralmuseum und dem Gutenberg-Museum zu den bedeutenden Museen in Mainz. Seine kunst- und kulturgeschichtliche Sammlung erstreckt sich von der Vorgeschichte über die römische Zeit, das Mittelalter und den Barock bis zur Jugendstilzeit und zur Kunst des 20. Jahrhunderts. Von 2004 bis 2010 wurde das Landesmuseum Mainz für insgesamt 32 Millionen Euro saniert und neuesten museumspädagogischen und technischen Anforderungen angepasst.

### Rheinisches Landesmuseum Trier
Das Rheinische Landesmuseum Trier ist eines der bedeutendsten archäologischen Museen in Deutschland. Seine Sammlung erstreckt sich von der Vorgeschichte über die römische Zeit, das Mittelalter bis zum Barock. Vor allem aber die römische Vergangenheit der ältesten Stadt Deutschlands (Augusta Treverorum) wird im Landesmuseum Trier anhand von archäologischen Funden lebendig dargestellt. Das Museum ist traditionell bei archäologischen Ausgrabungen tätig und nimmt somit Aufgaben der Bodendenkmalpflege wahr.

## Veröffentlichungen
- Denkmaltopographie Bundesrepublik Deutschland. Kulturdenkmäler in Rheinland-Pfalz,
- Denkmalpflege in Rheinland-Pfalz (Jahrbuch).